# 루세주

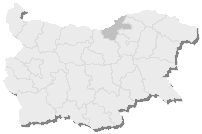
루세 주의 위치

루세주(불가리아어: Област Русе)는 불가리아 북부에 위치한 주로, 주도는 루세이며 면적은 2,803km2, 인구는 278,890명, 자동차 번호는 P이다.
북서쪽과 북쪽으로는 도나우강을 경계로 루마니아와 국경을 접하고 있고 북동쪽으로는 실리스트라 주, 동쪽으로는 라즈그라드 주, 남동쪽으로는 터르고비슈테 주, 남쪽과 남서쪽, 서쪽으로는 벨리코터르노보 주와 접한다. 8개 시를 관할한다.
불가리아의 루세와 루마니아의 지우르지우 사이를 연결하는 도나우 다리가 지나간다. 이 다리는 2012년 시점까지 도나우 강에 있는 다리 가운데 유일하게 불가리아에 있는 다리이기도 하다.

## 인구
| 연도                      | 인구    | ±%     |
| ------------------------- | ------- | ------ |
| 1946                      | 215,361 | —      |
| 1956                      | 236,117 | +9.6%  |
| 1965                      | 273,226 | +15.7% |
| 1975                      | 305,722 | +11.9% |
| 1985                      | 315,762 | +3.3%  |
| 1992                      | 290,800 | −7.9%  |
| 2001                      | 268,074 | −7.8%  |
| 2011                      | 235,252 | −12.2% |
| 2021                      | 193,483 | −17.8% |
| 출처: pop-stat.mashke.org |         |        |

## 같이 보기
- 불가리아의 주